# Harattalanjärvi
Harattalanjärvi är en sjö i kommunen Luumäki i landskapet Södra Karelen i Finland. Sjön ligger 49,4 meter över havet. Arean är 71 hektar och strandlinjen är 10,39 kilometer lång. Sjön  ingår i Vilajokis huvudavrinningsområde.   Den ligger omkring 26 km sydväst om Villmanstrand och omkring 180 km öster om Helsingfors. 